# Zora (genre)
Pour les articles homonymes, voir Zora.
Genre
Synonymes
- Lycaena Sundevall, 1833 nec Fabricius, 1807
- Hecaerge Blackwall, 1834 nec Ochsenheimer, 1816
- Psilothra Gistel, 1848
- Katadysas Hentz, 1850

Zora est un genre d'araignées aranéomorphes de la famille des Miturgidae.

## Distribution
Les espèces de ce genre se rencontrent en zone holarctique.

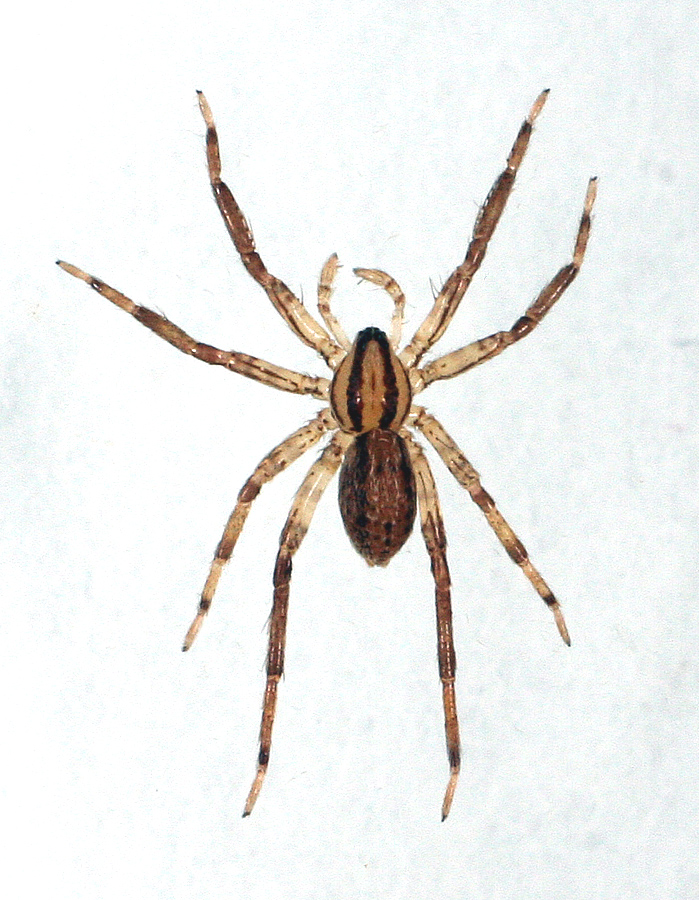
Zora spinimana

## Liste des espèces
Selon World Spider Catalog (version 25.5, 27/01/2025) :
- Zora acuminata Zhu & Zhang, 2006
- Zora alexeevi Ponomarev, Mikhailov & Shmatko, 2024
- Zora alpina Kulczyński, 1915
- Zora armillata Simon, 1878
- Zora caucasia Ponomarev, Mikhailov & Shmatko, 2024
- Zora dagestana Ponomarev, Mikhailov & Shmatko, 2024
- Zora distincta Kulczyński, 1915
- Zora hespera Corey & Mott, 1991
- Zora huseynovi Zamani & Marusik, 2017
- Zora lyriformis Song, Zhu & Gao, 1993
- Zora manicata Simon, 1878
- Zora manicatoides Wunderlich, 2023
- Zora nemoralis (Blackwall, 1861)
- Zora opiniosa (O. Pickard-Cambridge, 1872)
- Zora osetica Ponomarev, 2021
- Zora palmgreni Holm, 1945
- Zora parallela Simon, 1878
- Zora pardalis Simon, 1878
- Zora prespaensis Drensky, 1929
- Zora pumila (Hentz, 1850)
- Zora silvestris Kulczyński, 1897
- Zora spinimana (Sundevall, 1833)

## Systématique et taxinomie
Lycaena Sundevall, 1833, préoccupé par Lycaena Fabricius, 1807, a été remplacé par Zora par C. L. Koch en 1847. Il est placé dans les Zoridae par Lehtinen en 1967 puis dans les Miturgidae par Ramírez en 2014.
Hecaerge Blackwall, 1834, préoccupé par Hecaerge Ochsenheimer, 1816, remplacé par Psilothra par Gistel en 1848 et son nom de remplacement superflu Katadysas, a été placé en synonymie par Thorell en 1870.

## Publication originale
- C. L. Koch, 1847 : Die Arachniden. Nürnberg, vol. 14, p. 89-210 (texte intégral).